# Nyctaegeria nobilis
Nyctaegeria nobilis is een vlinder uit de familie wespvlinders (Sesiidae), onderfamilie Sesiinae.
De wetenschappelijke naam van de soort is voor het eerst geldig gepubliceerd door Druce in 1910. De soort komt voor in het Afrotropisch gebied.